# Шапкозеро
Шапкозеро — пресноводное озеро на территории Кестеньгского сельского поселения Лоухского района Республики Карелии.

## Общие сведения
Площадь озера — 2,4 км², площадь водосборного бассейна — 343 км². Располагается на высоте 129,2 метров над уровнем моря.
Форма озера продолговатая: оно более чем на два километра вытянуто с юго-запада на северо-восток. Берега каменисто-песчаные, возвышенные — с севера, заболоченные — с юга и запада.
Через Шапкозеро течёт река Лопская, впадающая в озеро Пажма, являющееся частью Ковдозера. Через последнее протекает река Ковда, впадающая, в свою очередь, в Белое море.
Через озеро с юго-запада на север проходит автозимник.
Населённые пункты вблизи водоёма отсутствуют. На южном берегу располагается урочище Шапкозеро на месте опустевшей одноимённой деревни.
Код объекта в государственном водном реестре — 02020000611102000001587.